# 立陶宛总理
立陶宛总理，宪法规定，总理由立陶宛总统任免（经议会批准）。部长由总统根据总理提名任命。宪法还规定，立陶宛议会选举之后或总统选举时，政府要将其权力返还于总统，这就是说该国宪法并未明确规定政府的任期。
此外，宪法还规定，一经议会要求，政府总理或部长必须向议会说明其活动。如半数以上部长已经变动，政府必须由议会重新授权，否则政府须辞职。有下列四种情况，政府必须辞职：
- （1）议会连续两次否决新组成政府的纲领；
- （2）议会以半数以上议员票对政府或总理表示不信任；
- （3）总理辞职或逝世；
- （4）新议会选举后。

宪法并规定，政府总理与部长均不得受雇于贸易、商务或其他私人机构及公司，不得接受政府工资等合法收入以外的任何其他报酬。

## 立陶宛共和国（1918年 - 1940年）
|     | 姓名                          | 就任           | 辞任           | 政党               |
| --- | ----------------------------- | -------------- | -------------- | ------------------ |
| 1   | 奥古斯丁纳斯·沃尔德马拉斯     | 1918年11月11日 | 1918年12月26日 | 立陶宛民族进步党   |
| 2   | 米科拉斯·什莱扎维丘斯         | 1918年12月26日 | 1919年3月12日  | 立陶宛农民大众联盟 |
| 3   | 普拉纳斯·多维代蒂斯           | 1919年3月12日  | 1919年4月12日  | 立陶宛基督教民主党 |
| (2) | 米科拉斯·什莱扎维丘斯         | 1919年4月12日  | 1919年10月7日  | 立陶宛农民大众联盟 |
| 4   | 埃内斯塔斯·加尔瓦瑙斯卡斯     | 1919年10月7日  | 1920年6月19日  | 無党籍             |
| 5   | 卡齊斯·格里紐斯               | 1920年6月19日  | 1922年2月2日   | 立陶宛社会民主党   |
| 6   | 埃内斯塔斯·加尔瓦瑙斯卡斯     | 1922年2月2日   | 1923年2月23日  | 無党籍             |
| 6   | 埃内斯塔斯·加尔瓦瑙斯卡斯     | 1923年2月23日  | 1923年6月29日  | 無党籍             |
| 6   | 埃内斯塔斯·加尔瓦瑙斯卡斯     | 1923年6月29日  | 1924年6月18日  | 無党籍             |
| 7   | 安塔纳斯·图梅纳斯             | 1924年6月18日  | 1925年2月4日   | 立陶宛基督教民主党 |
| 8   | 维陶塔斯·佩特鲁利斯           | 1925年2月4日   | 1925年9月25日  | 立陶宛基督教民主党 |
| 9   | 莱奥纳斯·比斯特拉斯           | 1925年9月25日  | 1926年6月15日  | 立陶宛基督教民主党 |
| (2) | 米科拉斯·什莱扎维丘斯         | 1926年6月15日  | 1926年12月17日 | 立陶宛农民大众联盟 |
| 10  | 奧古斯丁納斯·沃爾德馬拉斯     | 1926年12月17日 | 1929年9月23日  | 立陶宛民族主义联盟 |
| 11  | 约扎斯·图贝利斯               | 1929年9月23日  | 1934年6月12日  | 立陶宛民族主义联盟 |
| 11  | 约扎斯·图贝利斯               | 1934年6月12日  | 1935年9月6日   | 立陶宛民族主义联盟 |
| 11  | 约扎斯·图贝利斯               | 1935年9月6日   | 1938年3月24日  | 立陶宛民族主义联盟 |
| 12  | 弗拉达斯·米罗纳斯             | 1938年3月24日  | 1939年12月5日  | 立陶宛民族主义联盟 |
| 12  | 弗拉达斯·米罗纳斯             | 1939年12月5日  | 1939年3月28日  | 立陶宛民族主义联盟 |
| 13  | 约纳斯·塞纽斯                 | 1939年3月28日  | 1939年11月21日 | 立陶宛民族主义联盟 |
| 14  | 安塔纳斯·梅尔基斯             | 1939年11月21日 | 1940年6月17日  | 立陶宛民族主义联盟 |
| 15  | 尤斯塔斯·帕列茨基斯           | 1940年6月17日  | 1940年6月24日  | 無黨籍             |
| –   | 文卡斯·克雷维-米凯维丘斯 (代) | 1940年6月24日  | 1940年8月25日  | 無黨籍             |

## 立陶宛苏维埃社会主義共和国（1940年 - 1991年）

### 人民委員会主席
立陶宛苏维埃社会主义共和国成立后，設置人民委員会主席一職。
- 1940年8月25日 - 1946年4月2日：梅奇斯洛瓦斯·格德维拉斯

### 部长会议主席
- 1946年4月2日 - 1956年1月16日：梅奇斯洛瓦斯·格德维拉斯
- 1956年1月16日 - 1967年4月14日：莫捷尤斯·舒毛斯卡斯
- 1967年4月14日 - 1981年1月16日：尤奥扎斯·马纽希斯
- 1981年1月16日 - 1985年11月18日：林高达斯-布罗尼斯洛瓦斯·松盖拉
- 1985年11月18日 - 1990年3月17日：维陶塔斯·萨卡劳斯卡斯

## 立陶宛共和国（1991年 - 現在）
|    | 姓名                            | 在职           | 离职           | 党派                                  |
|    | 卡济梅拉·普伦斯克涅（代理）     | 1990年3月11日  | 1990年3月17日  | 立陶宛共产党 右翼“萨尤季斯”支持       |
| 1  | 卡济梅拉·普伦斯克涅             | 1990年3月17日  | 1991年1月10日  | 立陶宛共产党 右翼“萨尤季斯”支持       |
| 2  | 阿爾貝塔斯·希梅納斯             | 1991年1月10日  | 1991年1月13日  | 立陶宛基督教民主党 右翼“萨尤季斯”支持 |
| 3  | 格季米纳斯·瓦格诺留斯（第一次） | 1991年1月13日  | 1992年7月21日  | 无党派 右翼“萨尤季斯”支持             |
| 4  | 亚历山德拉斯·阿比沙拉           | 1992年7月21日  | 1992年12月2日  | 无党派 右翼“萨尤季斯”支持             |
| 5  | 布罗尼斯洛瓦斯·卢比斯           | 1992年12月2日  | 1993年3月10日  | 无黨派 立陶宛民主劳动党支持           |
| 6  | 阿道法斯·什莱扎维丘斯           | 1993年3月10日  | 1996年2月15日  | 立陶宛民主劳动党                      |
| 7  | 劳里纳斯·明道加斯·斯坦科维丘斯  | 1996年2月15日  | 1996年11月27日 | 民主劳动党                            |
| 8  | 格季米纳斯·瓦格诺留斯（第二次） | 1996年2月15日  | 1999年5月4日   | 祖国联盟 /又称保守党                  |
|    | 伊雷娜·德古蒂埃內（代理）       | 1999年5月4日   | 1999年5月18日  | 祖国联盟 /又称保守党                  |
| 9  | 罗兰达斯·帕克萨斯（第一次）     | 1999年5月18日  | 1999年10月27日 | 祖国联盟 /又称保守党                  |
|    | 伊雷娜·德古蒂埃內（代理）       | 1999年10月27日 | 1999年11月3日  | 祖国联盟 /又称保守党                  |
| 10 | 安德留斯·库比柳斯               | 1999年11月3日  | 2000年10月26日 | 祖国联盟 /又称保守党                  |
| 11 | 罗兰达斯·帕克萨斯（第二次）     | 2000年10月26日 | 2001年6月20日  | 立陶宛自由者联盟                      |
|    | 乌格纽斯·根特维拉斯（代理）     | 2001年6月20日  | 2001年7月3日   | 立陶宛自由者联盟                      |
| 12 | 阿尔吉尔达斯·布拉藻斯卡斯       | 2001年7月3日   | 2006年6月1日   | 立陶宛社会民主党                      |
|    | 西格曼塔斯·巴尔奇蒂斯（代理）   | 2006年6月1日   | 2006年7月4日   | 立陶宛社会民主党                      |
| 13 | 格迪米納斯·基尔基拉斯           | 2006年7月4日   | 2008年11月28日 | 立陶宛社会民主党                      |
| 14 | 安德留斯·库比柳斯（第二次）     | 2008年11月28日 | 2012年11月22日 | 祖国联盟 /又称保守党                  |
| 15 | 阿尔吉尔达斯·布特克维丘斯       | 2012年11月22日 | 2016年12月13日 | 立陶宛社会民主党                      |
| 16 | 紹柳斯·斯克韋爾內利斯           | 2016年12月13日 | 2020年11月25日 | 无黨籍 立陶宛農民與綠人聯盟支持       |
| 17 | 因格麗達·希莫尼特               | 2020年11月25日 | 2024年12月12日 | 無黨籍 祖國聯盟支持                   |
| 18 | 金陶塔斯·帕卢茨卡斯             | 2024年12月12日 | 2025年8月4日   | 立陶宛社会民主党                      |
|    | 里曼塔斯·薩季烏斯（代理）       | 2025年8月4日   | 现任           | 立陶宛社会民主党                      |

## 外部連結
- 官方網站 （页面存档备份，存于）（立陶宛語）